# 極高圧帯

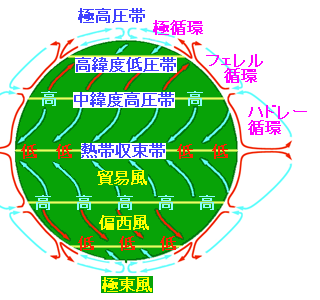
地球の大気循環のモデル

極高圧帯（きょくこうあつたい、英語: polar high, polar anticyclone）は、北極・南極の両極域の大気下層の高圧帯。

## 概要
両極周辺の寒冷な大気が下降して生じる。極高圧帯から高緯度の寒帯前線（あるいは亜寒帯低圧帯）に向かって地上では東寄りの極東風が吹き、上空では極に向かう流れがあることで極循環を形作る。
亜熱帯高圧帯とは異なり、おおむね600 hPa高度より下層にしか現れない背が低い高気圧で、変動があり平均的に見ると現れてくる。極高圧帯の上部の対流圏上層は対流圏極渦と呼ばれる低気圧になっている。
極高圧帯に準定常的に現れる極高気圧は、北極と南極で性質が異なる。南極では南極大陸上に南極低気圧(antarctic high)が周年みられる。北極では北極海上に北極低気圧(arctic high)が晩春から初秋にかけて発達するが、冬季には低緯度側にシベリア高気圧やカナダ高気圧が発達するため目立たなくなる。
W. H. Hobbsは南極やグリーンランドの氷床上に定常的に形成される氷河高気圧(glacial anticyclone)の理論を提唱し、大気循環において支配的な役割をもつという仮説を立てたが、観測によって考えられていたほど定常的ではなくその役割も重要ではないことが分かっている。
寒帯前線帯では極方面からの寒気と亜熱帯高圧帯からの温暖な偏西風が境界をなしているが、寒帯前線より極に近い地域でも、しばしば気団の性質差による極前線が生じるとする見方もある。北極前線(arctic front)や南極前線(antarctic front)で、著しく低温で乾燥した北極気団や南極気団と、海面から潜熱を受け取って変質した相対的に暖かい寒帯気団の間で擾乱が発達する。
極高圧帯の降水量は非常に少なく、極地砂漠と呼ばれる乾燥地帯となっている。